# 背徳と貴婦人
『背徳と貴婦人』（はいとくときふじん、原題：Le portrait interdit/画框里的女人）は、2017年の中仏合作映画。

## 概要
乾隆帝の皇后ウラナラと宮廷画家の禁断の愛を描いた宮廷ロマンス。

## あらすじ
1768年、ジャン＝ドニ・アティレが清朝の宮廷画家になり約30年が経っていた。
乾隆帝の皇后ウラナラは、皇帝の寵愛を得られず不満を募らせていた。

## スタッフ
- 監督：シャルル・ド・モー （フランス語版）
- 脚本：シャルル・ド・モー、ミシェル・フェスラー
- 製作：シャルル・ド・モー 、ティモシー・マウ 、ファン・タオ
- 撮影：シャルル・ド・モー
- 美術：フランソワ・ルノー・ラバース
- 編集：キャサリン・リベール
- 衣装：サンドラ・ベレビ

## 登場人物・出演者
- ウラナラ皇后：ファン・ビンビン

乾隆帝の皇后。
- ジャン＝ドニ・アティレ：メルヴィル・プポー

修道士で宮廷画家。
- 乾隆帝：ホアン・ジエ（中国語版）

清朝の皇帝。
- チェン侍従長：金士傑（中国語版）

皇帝付きの宦官。
- イー女官：呉越（中国語版）

ウラナラ皇后の侍女。
- ジュゼッペ・カスティリオーネ：ティボールト・ド・モンタランベール（フランス語版）

宮廷画家で円明園を設定した。
- シャオ・シャン皇后：

すでに崩御しており、会話にだけ登場する。